# Hetpet Regio

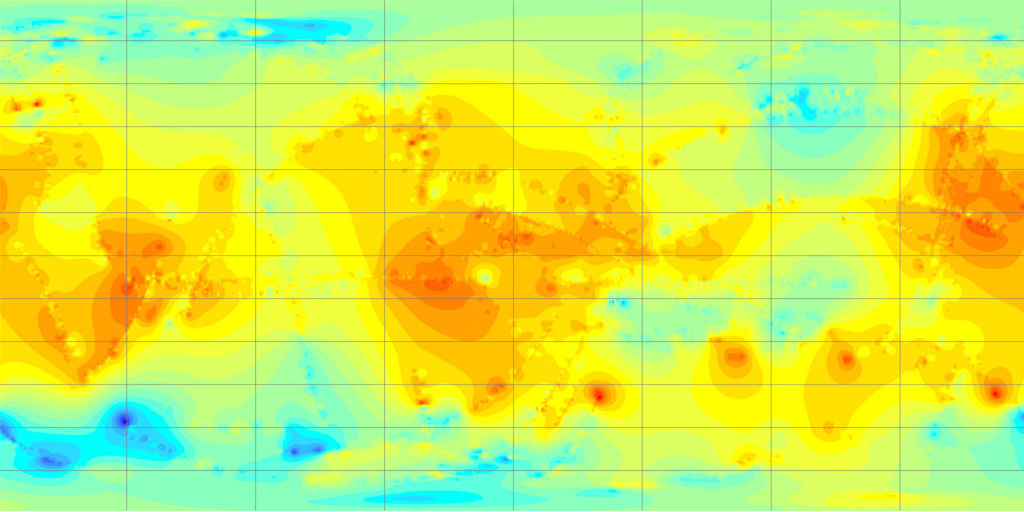
Mapa topográfico de Titán.

Hetpet Regio o región de Hetpet es una estructura geológica de la superficie de Titán.
Una "regio" es un área grande marcada por reflexiones o distinciones de color de áreas adyacentes o una amplia región geográfica.
Se denomina Heptet, por ser la personificación femenina de la felicidad en la mitología egipcia. En Titán, otras regios también llevan el nombre de deidades de la paz y la armonía de las culturas del mundo.